# Мазетул
Мазетул (лат. Mezetulus; III век до н. э.) — царь массилиев в Восточной Нумидии, правивший в 200-х годах до н. э. Принадлежал к семье, издавна враждовавшей с царями массилиев. После смерти Эзалка Мазетул поднял мятеж против его сына Капуссы, не обладавшего ни силой, ни влиянием. В решающем сражении Капусса погиб, а Мазетул стал править от имени его малолетнего брата Лакумаза.
Чтобы закрепиться у власти, Мазетул попытался заключить союз с Карфагеном и нумидийским вождём Сифаксом. Для этого он женился на племяннице Ганнибала, а к Сифаксу отправил посольство для переговоров. Однако вскоре (примерно в конце 206 года до н. э.) в Нумидию вернулся Массинисса, племянник Эзалка. Мазетул потерпел поражение в бою, несмотря на численный перевес его армии, и бежал к карфагенянам. Позже он вернулся в Нумидию, где получил от Массиниссы своё имущество и продолжил жить как частное лицо.
Аппиан упоминает нумидийского «царька» по имени Месотил, который после высадки в Ливии Ганнибала в 202 году до н. э. присоединился к нему во главе тысячи всадников. Речь здесь может идти о Мазетуле.